# Lotus 63
Lotus 63 — экспериментальный гоночный автомобиль Формулы-1 команды Lotus, имевший привод на все колёса и выступавший в сезоне 1969 года.

## История
Экспериментальный болид Lotus 63 был разработан британцами Колином Чепменом и Морисом Филиппом. Как и Lotus 56, создаваемый для Indy 500 (а позже и для Формулы-1), шасси 63-й модели было спроектировано на основе полноприводной трансмиссии. Для Формулы-1 это не было революцией, подобная схема уже использовалась на Ferguson P99 восемью годами ранее. Нельзя сказать, что полноприводные машины удачно выступали в чемпионате мира Формулы-1, хотя на Ferguson P99 была выиграна одна внезачётная гонка Ф1 Международный золотой кубок 1961 года. А в мировом первенстве только полноприводной Matra MS84 удалось набрать очки благодаря хорошей гонке Джонни Серво-Гавена на Гран-при Канады 1969 года; повторить достижение Matra не смогли ни Lotus, ни McLaren.
Lotus 63 был эволюцией 49-й модели, помимо прочего, от неё он отличался клиновидным задним кузовом и большими встроенными антикрыльями, идея которых была в большей мере раскрыта при проектировании Lotus 72.

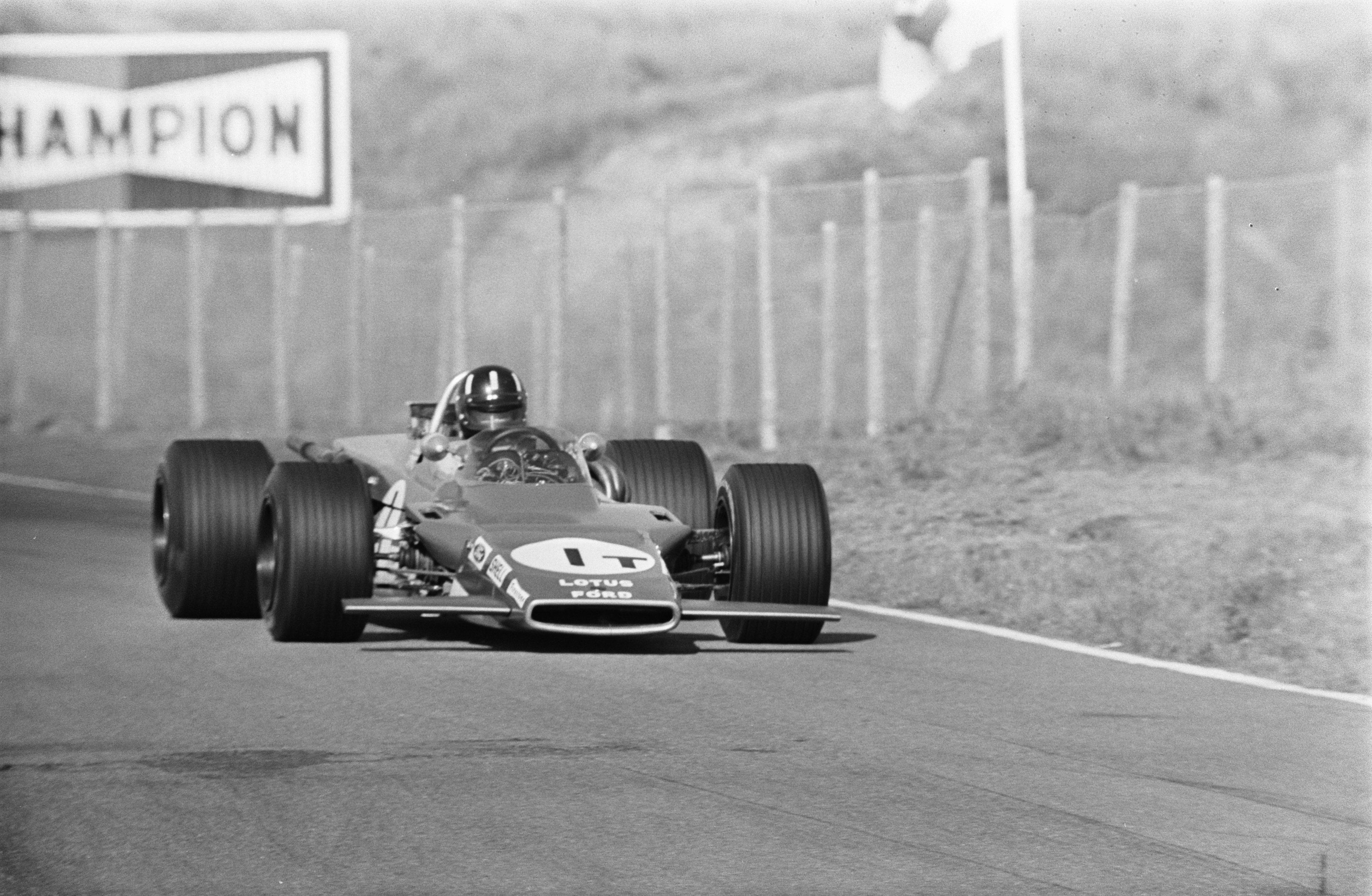
Грэм Хилл на Гран-при Нидерландов 1969 года

Джону Майлзу, третьему пилоту Lotus, была поставлена задача помогать в доработке машины, тогда как Грэм Хилл и Йохен Риндт выступали на Lotus 49 в первых гонках 1969 года. Автомобиль был тяжёлым в управлении и настройке, а система с четырьмя ведущими колесами оказалась особенно проблематичной. Также из-за особенности конструкции, вал передней оси проходил прямо над голенями и ступнями гонщика, что многократно повышало вероятность серьёзной травмы в случае аварии. После тестового заезда Хилл категорически отказался пилотировать эту машину, назвав её «смертельной ловушкой» (англ. «deathtrap». После к нему присоединился и Риндт, финишировавший вторым на Lotus 63 в Oulton Park International Gold Cup. Чепмен был зол, так как считал, что полный привод даст его новой машине большое преимущество, как это уже случалось в 1960-х.
В Германии и США машину Майлза пилотировал Марио Андретти, но сошёл в обеих гонках. Единственный удачный финиш Lotus 63 произошёл на домашнем Гран-при Великобритании, где Майлз пересёк финишную черту десятым, тогда как на 49-й модели Риндт финишировал четвёртым, а Хилл был седьмым. После немногочисленных неудачных попыток и сходов работа с Lotus 63 была остановлена, однако некоторые элементы конструкции и внешний вид были унаследованы чемпионским Lotus 72, дебютировавшим в сезоне 1970 года. Полный привод вернулся с Lotus 56B в 1971 году, где машина выступила всего в трёх гонках.
Как и революционный Lotus 88, полноприводные гоночные машины оказались белыми слонами для Lotus, но при этом проложили путь для лучших моделей команды.

## Результаты выступлений в Формуле-1
| Легенда к таблице |                                                                    |
| --- | ------------------------------------------------------------------ |
| В таблице перечислены результаты всех Гран-при Формулы-1, в которых использовался автомобиль. Строками таблицы являются сезоны, столбцами — этапы чемпионата мира. В каждой клетке указаны сокращённое название этапа и результат, дополнительно обозначенный цветом. Расшифровка обозначений и цветов представлена в нижеследующей таблице. |                                                                    |
| \| Пример \| Описание \| \| ------------ \| ------------------------------------------------------------------ \| \| 1 \| Победитель \| \| 2 \| Второе место \| \| 3 \| Третье место \| \| 5 \| Финишировал, заработав очки \| \| Сход \| Не финишировал, но при этом заработал очки \| \| 12 \| Финишировал, не получив очков \| \| НКЛ \| Финишировал, но не попал в финальную классификацию \| \| 15 \| Участвовал вне зачёта, либо по отдельной классификации \| \| 18 \| Не финишировал, но попал в финальную классификацию \| \| Сход \| Не финишировал \| \| НКВ \| Не прошёл квалификацию \| \| НПКВ \| Не прошёл предквалификацию \| \| ДСК \| Дисквалифицирован \| \| ИСК \| Исключён из протокола соревнований \| \| ТТ \| Заявлен для участия только в тренировках \| \| НС \| Участвовал в квалификации, но не стартовал в гонке \| \| Т \| Травмирован или болен \| \| ОТК \| Отказ от участия \| \| НТР \| Прибыл на соревнования, но на трассу не выезжал \| \| НПР \| Был заявлен в числе участников, но не прибыл к началу соревнований \| \| О \| Соревнования отменены \| \| \| Не участвовал \| \| Поул-позиция \| \| \| Быстрый круг \| \| |                                                                    |
| Пример | Описание                                                           |
| 1 | Победитель                                                         |
| 2 | Второе место                                                       |
| 3 | Третье место                                                       |
| 5 | Финишировал, заработав очки                                        |
| Сход | Не финишировал, но при этом заработал очки                         |
| 12 | Финишировал, не получив очков                                      |
| НКЛ | Финишировал, но не попал в финальную классификацию                 |
| 15 | Участвовал вне зачёта, либо по отдельной классификации             |
| 18 | Не финишировал, но попал в финальную классификацию                 |
| Сход | Не финишировал                                                     |
| НКВ | Не прошёл квалификацию                                             |
| НПКВ | Не прошёл предквалификацию                                         |
| ДСК | Дисквалифицирован                                                  |
| ИСК | Исключён из протокола соревнований                                 |
| ТТ | Заявлен для участия только в тренировках                           |
| НС | Участвовал в квалификации, но не стартовал в гонке                 |
| Т | Травмирован или болен                                              |
| ОТК | Отказ от участия                                                   |
| НТР | Прибыл на соревнования, но на трассу не выезжал                    |
| НПР | Был заявлен в числе участников, но не прибыл к началу соревнований |
| О | Соревнования отменены                                              |
| | Не участвовал                                                      |
| Поул-позиция |                                                                    |
| Быстрый круг |                                                                    |

| Год  | Двигатель            | Шины | Команда              | Пилоты   | 1   | 2   | 3   | 4   | 5    | 6    | 7    | 8    | 9    | 10   | 11   | Место | Очки |
| ---- | -------------------- | ---- | -------------------- | -------- | --- | --- | --- | --- | ---- | ---- | ---- | ---- | ---- | ---- | ---- | ----- | ---- |
| 1969 | Ford Cosworth DFV V8 | F    | Gold Leaf Team Lotus |          | ЮАР | ИСП | МОН | НИД | ФРА  | ВЕЛ  | ГЕР  | ИТА  | КАН  | США  | МЕК  | 3     | 47   |
| 1969 | Ford Cosworth DFV V8 | F    | Gold Leaf Team Lotus | Хилл     |     |     |     | НС  |      | НС   |      |      |      |      |      | 3     | 47   |
| 1969 | Ford Cosworth DFV V8 | F    | Gold Leaf Team Lotus | Андретти |     |     |     |     |      |      | Сход |      |      | Сход |      | 3     | 47   |
| 1969 | Ford Cosworth DFV V8 | F    | Gold Leaf Team Lotus | Майлз    |     |     |     |     | Сход | 10   |      | Сход | Сход |      | Сход | 3     | 47   |
| 1969 | Ford Cosworth DFV V8 | F    | Ecurie Bonnier       | Бонье    |     |     |     |     |      | Сход |      |      |      |      |      | 3     | 47   |

## Результаты выступлений вне Формулы-1
| Год  | Двигатель            | Шины | Команда              | Пилоты | 1   | 2   | 3   | 4   |
| ---- | -------------------- | ---- | -------------------- | ------ | --- | --- | --- | --- |
| 1969 | Ford Cosworth DFV V8 | F    | Gold Leaf Team Lotus |        | ROC | INT | MAD | OUL |
| 1969 | Ford Cosworth DFV V8 | F    | Gold Leaf Team Lotus | Риндт  |     |     |     | 2   |

## Комментарии
1. ↑  Очки, набранные шасси Lotus 49B
2. 1 2  Стартовал на шасси Lotus 49B
3. ↑  Использовал автомобиль Хилла